# 波塘镇
波塘镇，是中华人民共和国广西壮族自治区梧州市岑溪市下辖的一个乡镇级行政单位。

## 行政区划
波塘镇下辖以下地区：
波塘社区、新廉村、荔村、南垌村、容坡村、和村、六肥村、龙田村、双门村、杨亦村、东岸村、西岸村、古冻村、六岑村、蛟塘村、合水村和大公村。